# Gruszów (Ostrawa)
Gruszów, dawniej także Hruszów (cz. Hrušov, niem. Hruschau) – jedna z 37 części miasta statutarnego Ostrawy, stolicy kraju morawsko-śląskiego, we wschodnich Czechach. Jest to także jedna z 39 gmin katastralnych w jego granicach, która ma powierzchnię 421,21 ha. Populacja w 2019 wynosiła 1727 osób. Położona jest u ujścia Ostrawicy do Odry, w granicach historycznego Śląska Cieszyńskiego, w północno-wschodniej części miasta Ostrawy i około 2,3 kilometra od jego centrum. Stanowi jedną z 8 części składających się na miejski obwód Śląskiej Ostrawy.
Do 1941 roku samodzielna gmina o statusie miasteczka. Na zachodzie przez Ostrawicę sąsiaduje z morawską dzielnicą Przywozem, na północy przez Odrę z Koblowem w kraiku hulczyńskim, na południu ze śląskocieszyńskimi dzielnicami Muglinów i Herzmanice, a na północnym wschodzie z dzielnicą Bogumina – Wierzbicą.
W wyniku szkód spowodowanych działalnością górniczą (zapadanie się terenu) oraz powodzią tysiąclecia (1997), jak też w związku z negatywnymi przemianami społecznymi (kwaterowanie ludności romskiej) i urbanistycznymi (przecięcie centrum Gruszowa dwupasmową drogą wylotową w kierunku Bogumina), dzielnica jest współcześnie w znacznej mierze wyludniona, a większość jej ukształtowanej w pierwszej połowie XX wieku zabudowy nie istnieje.

## Demografia[6][5]
| Rok             | 1869 | 1880 | 1890 | 1900 | 1910 | 1921 | 1930 | 1950 | 1961 | 1970 | 1980 | 1991 | 2000 | 2011 | 2019 |
| --------------- | ---- | ---- | ---- | ---- | ---- | ---- | ---- | ---- | ---- | ---- | ---- | ---- | ---- | ---- | ---- |
| Liczba ludności | 1278 | 1888 | 2543 | 4517 | 7922 | 7736 | 7626 | 7386 | 7278 | 4760 | 3636 | 2486 | 2427 | 2101 | 1727 |

## Historia
Po raz pierwszy wzmiankowane zostały w 1256 roku w dokumencie czeskiego króla Przemysława Ottokara II jako villam Grussene. W spisie dziesięcin wrocławskiego biskupa z około 1305 roku wieś widnieje już jako Grussow. Z kolei w dokumencie cieszyńskiego księcia Kazimierza I z 1332 o dziedzicznych uprawnieniach miejscowego wójta wymieniana jest jako Gruschow. Nazwa ta wciąż ewoluowała, w 1426 wieś nazywała się Greysaw i była własnością niejakiego Herborta, w 1447 pod nazwą Hruszowie należała do księcia Bolka, w 1481 do Mikuláša Kropáča (Hrussowi), w 1568 do Jana Sedlnickiego młodszego (Hrussow). Częste zmiany właściciela zakończyły się w 1704, kiedy za 19 tysięcy złotych monet zakupił je Jindřich Vilém z rodu Wilczków, a następnie w 1714 połączył wieś z Polską Ostrawą. W 1849 wraz z Muglinowem miejscowość została przyłączona do Herzmanic, a w 1866 znów się usamodzielniła.
Pod koniec XIII wieku w traktacie granicznym cieszyńskiego księcia i biskupa ołomunieckiego obszar na prawym brzegu Ostrawicy został określony po łacinie jako Polonia, w opozycji do położonych od wschodu Moraw. Od XIII i XIV w języku czeskim nastąpiła w przeciwieństwie do języka polskiego spirantyzacja h ≥ g, która widoczna była również w miejscowych toponimach, np. po tym jak od około 1430 roku w miejscowych kancelariach zaczęto używać języka czeskiego. O ile nazwy miejscowe związane z ludnością śląsko-polską (określanej później też Wasserpolen) często zachowały polskie cechy językowe (g ≥ h, samogłoski nosowe) w dokumentach łacińskich i niemieckojęzycznych, a czasem nawet czeskich, to Gruszów był od 1447 konsekwentnie zapisywany z literą h.
Według opisu Śląska Cieszyńskiego z 1804 miejscowość miała 32 domy i 220 śląsko-morawskich mieszkańców.
W XIX wieku Gruszów stał się istotnych ośrodkiem przemysłowym w Zagłębiu Ostrawsko-Karwińskim. Od 1838 na jego terenie wydobywano węgiel kamienny, w 1847 otworzono tutaj stację Kolei Północnej, a 3 lata później w 1851 uruchomiono pierwszą i największą w Austro-Węgrzech fabrykę sody. Oprócz sody produkowała również kwas siarkowy, kwas solny i wapno chlorowane. Wraz z uprzemysłowieniem rosła liczba ludności, a język niemiecki szybko osiągnął przewagę nad językiem czeskim. W 1869 roku wieś liczyła 1278 mieszkańców. Miejscowy drewniany kościół św. Marii Magdaleny z 1803 roku musiał być w końcu zastąpiony nową świątynią, która mogłaby pomieścić nowych wiernych. Jej budowa rozpoczęła się w 1886, a wyświęcenie jej pod wezwaniem św. Franciszka i Wiktora nastąpiło w 1893. Synagoga została wzniesiona w 1908 (dla około 200 gruszowskich żydów), a zburzona przez nazistów w maju 1939. W 1942 został zniszczony również stary drewniany kościół. Znaczny napływ imigrantów często niepiśmiennych Polaków z Galicji nastąpił po 1880 roku, kiedy to 98 lub 6,5% posługiwało się językiem polskim (obok 51,7% niemiecko- i 42% czeskojęzycnych), ale do 1900 liczba ta wzrosła do 1638 (36,6%) z 4199 na stałe zameldowanych mieszkańców miasta i dalej do 2429 (32,4%) z 7508 uprawnionych wyborczo (w porównaniu do 1487 lub 19,8% Czechów).
Gmina uzyskała część praw miejskich (stała się miasteczkiem) 12 września 1908 roku, a przywilej posługiwania się herbem otrzymała od cesarza Franciszka Józefa I w dniu 20 lipca 1909 roku. Na pierwszym polu znajdowała się srebrna górska koza z czarnymi rogami stojąca na trzech zielonych pagórkach, w przednich łapach trzymała skrzyżowane żelazko i perlik. W drugim polu przedstawiony jest niski mur ceglany, a na nim srebrna wieża na niebieskim polu (chłodnia fabryki sody), zaś na dole herbu znajdowała się srebrna ryba w wodzie.
Według austriackiego spisu ludności z 1900 w 262 budynkach mieszkalnych w Gruszowie na obszarze 390 hektarów mieszkało 4517 osób. co dawało gęstość zaludnienia równą 1158,2 os./km², z tego 4337 (96%) mieszkańców było katolikami, 51 (1,1%) ewangelikami, a 129 (2,9%) wyznawcami judaizmu, 1611 (35,7%) było niemiecko-, 1538 (34%) polsko-, a 1050 (23,2%) czeskojęzycznymi. Do 1910 liczba budynków wzrosła do 337 a mieszkańców do 7922, z czego 7508 było zameldowanych na stałe, 3585 (47,7%) było niemiecko-, 2429 (32,4%) polsko-, 1487 (19,8%) czeskojęzycznymi, a 7 osób posługiwało się jeszcze innym językiem, 7502 (94,7%) było katolikami, 177 (2,2%) ewangelikami, 5 (0,1%) kalwinistami, 197 (2,5%) żydami a 41 (0,5%) osób było jeszcze innej religii lub wyznania.
Według porozumienia z 5 listopada 1918 cały powiat frydecki wraz z Gruszowem miał przypaść Czechosłowacji.
W październiku 1938 r. wraz z Zaolziem został przyłączony niewielki obszar gminy Gruszów składający się z nieużytków do Polski i 1 lutego 1939 włączony do wiejskiej gminy Wierzbica w powiecie frysztackim, a większa część miasteczka przyłączona została w 1939 do Protektoratu Czech i Moraw. 1 lipca 1941 r. Gruszów został włączony do Ostrawy Morawskiej w ramach realizacji projektu tzw. Wielkiej Ostrawy. Oznaczało to też koniec samodzielności Gruszowa. W 1941 do Morawskiej Ostrawy przyłączono także Śląską Ostrawę, Kończyce Wielkie, Kończyce Małe, Michałkowice, Muglinów i Radwanice z powiatu frydeckiego. W latach 1946–1960 miejscowości te stanowiły swój własny obwód miejski, zaś w latach 1961–1990 były w obwodzie miejskim Śląskiej Ostrawy. Spod administracji niemieckiej wydostał się wraz z dotarciem Armii Czerwonej 30 kwietnia 1945 roku.
Od lat 60. XX wieku datuje się stopniowy zanik świetności Gruszowa. W latach 1963–1968 centrum dzielnicy zostało przecięte nową dwupasmową drogą wylotową w kierunku Bogumina (ulica Bohumínská). Przystąpiono do likwidacji prowadzącej przez Gruszów linii kolei wąskotorowej z Morawskiej Ostrawy do Nowego Bogumina oznaczonej od roku 1953 numerem 13 – w 1961 została skrócona z Bogumina do samego Gruszowa, a 1973 zlikwidowana całkowicie jako ostatnia z całego systemu kolei wąskotorowych w Zagłębiu Ostrawsko-Karwińskim. Jednocześnie Gruszów zyskał połączenie trolejbusowe z centrum miasta (por. trolejbusy w Ostrawie).
Jednocześnie działalność górnicza doprowadziła do zapadania się terenu pod dawnym miasteczkiem aż do poziomu poniżej poziomu rzeki Odry. Wraz z pogarszającym się stanem zabudowy i nabieraniem przez dzielnicę peryferyjnego charakteru stała się ona jednym z miejsc, w których miasto zaczęło kwaterować problematycznych lokatorów, przede wszystkim spośród Romów. W roku 1979 na stacji Ostrava-Hrušov przestały zatrzymywać się pociągi osobowe. Kopalnia Stachanov została zamknięta w roku 1992.
Podczas powodzi tysiąclecia w lipcu 1997 Gruszów został całkowicie zalany i zdewastowany, co przypieczętowało los dzielnicy. Nie przewidywano jej odbudowy. Zabudowa na zachód od ulicy Bohumínskiej uległa w następnych latach całkowitej rozbiórce, zachował się jedynie przebieg ulic. Plan ich formalnej likwidacji w roku 2004 nie został zrealizowany z uwagi na nierozwiązaną kwestię fikcyjnych adresów zameldowania przy tych ulicach. Większy fragment pierwotnej zabudowy wraz z neogotyckim kościołem św. Franciszka zachował się w części zachodniej wzdłuż ulicy Stará cesta (Stara Droga). W roku 2007 doszło do kolejnych przekształceń urbanistycznych w związku z budową autostrady D1 – most do Koblowa został połączony z ulicą Stará cesta, a nie Bohumínską jak wcześniej.
Grunty o powierzchni 35 ha w tym rejonie (tzw. Rozvojová zóna Hrušov) zostały we wrześniu 2018 sprzedane za ponad 255 milionów koron prywatnemu inwestorowi Contera Management, który przewiduje wybudowanie w tym miejscu nowej strefy przemysłowej. W ramach tych przekształceń jest również realizowany projekt Gravitační odvodnění Hrušova (Grawitacyjne odwodnienie Gruszowa), w ramach którego teren ma zostać podniesiony o około 4,5  m względem aktualnego stanu.
W wyniku powodzi doszło również do zniszczenia i następnie likwidacji fabryki sody. Jej zabudowania zostały wyburzone począwszy od roku 2008. Obecnie teren po zakładach również zaliczany jest do ostrawskich brownfieldów.

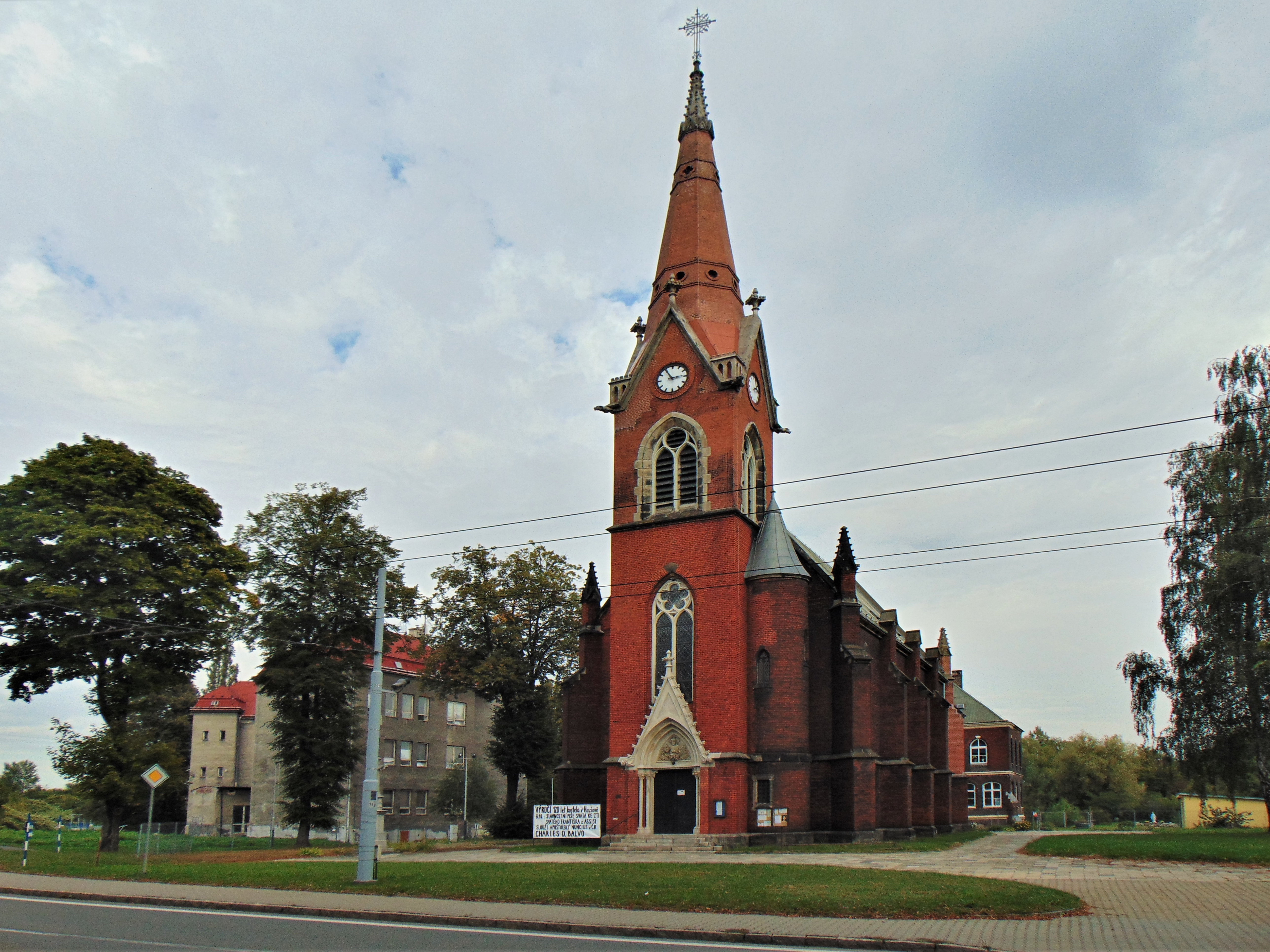
Kościół śś. Franciszka i Wiktora
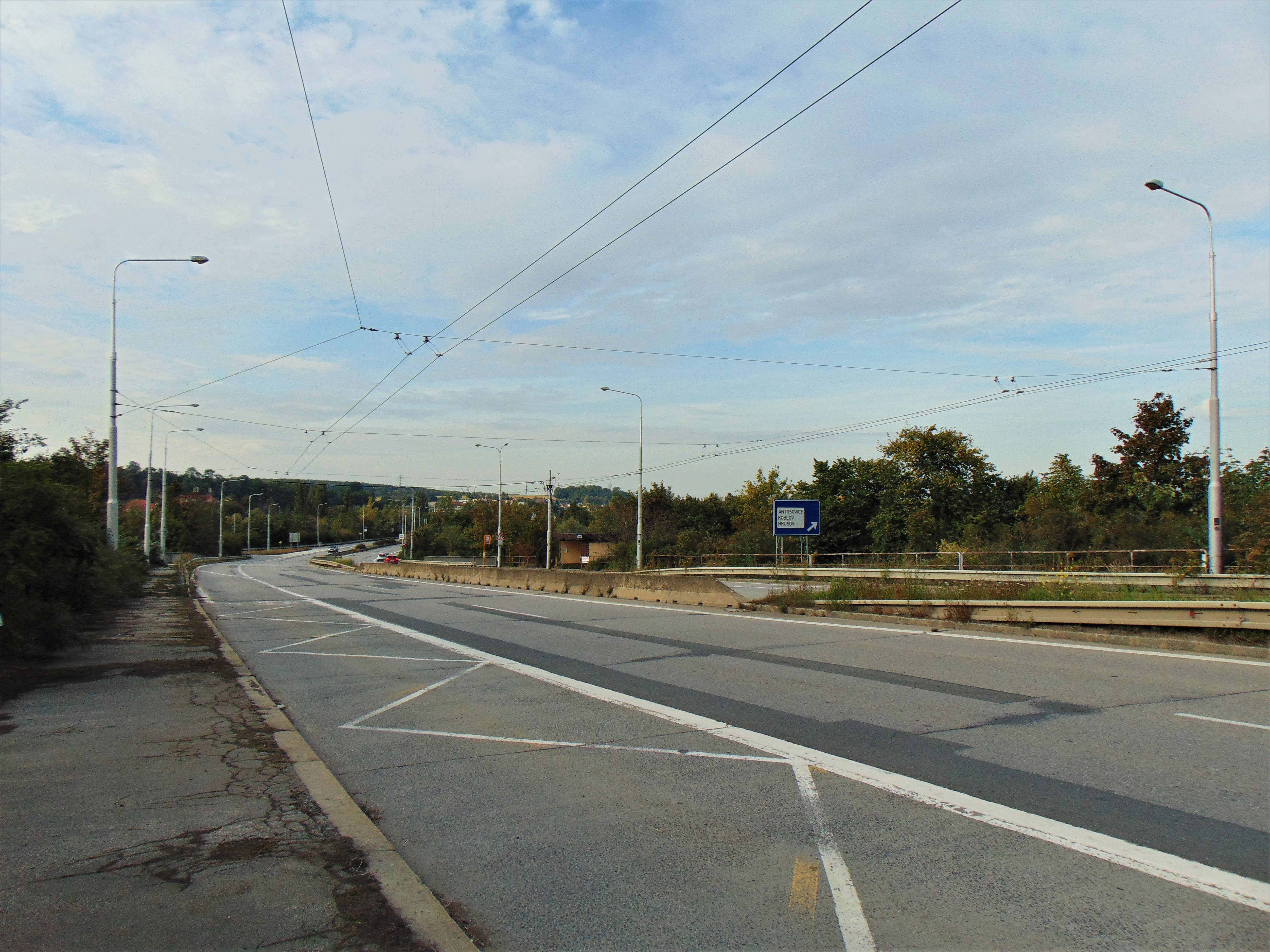
Ulica Bohumínská – droga przelotowa rozdzielająca Gruszów
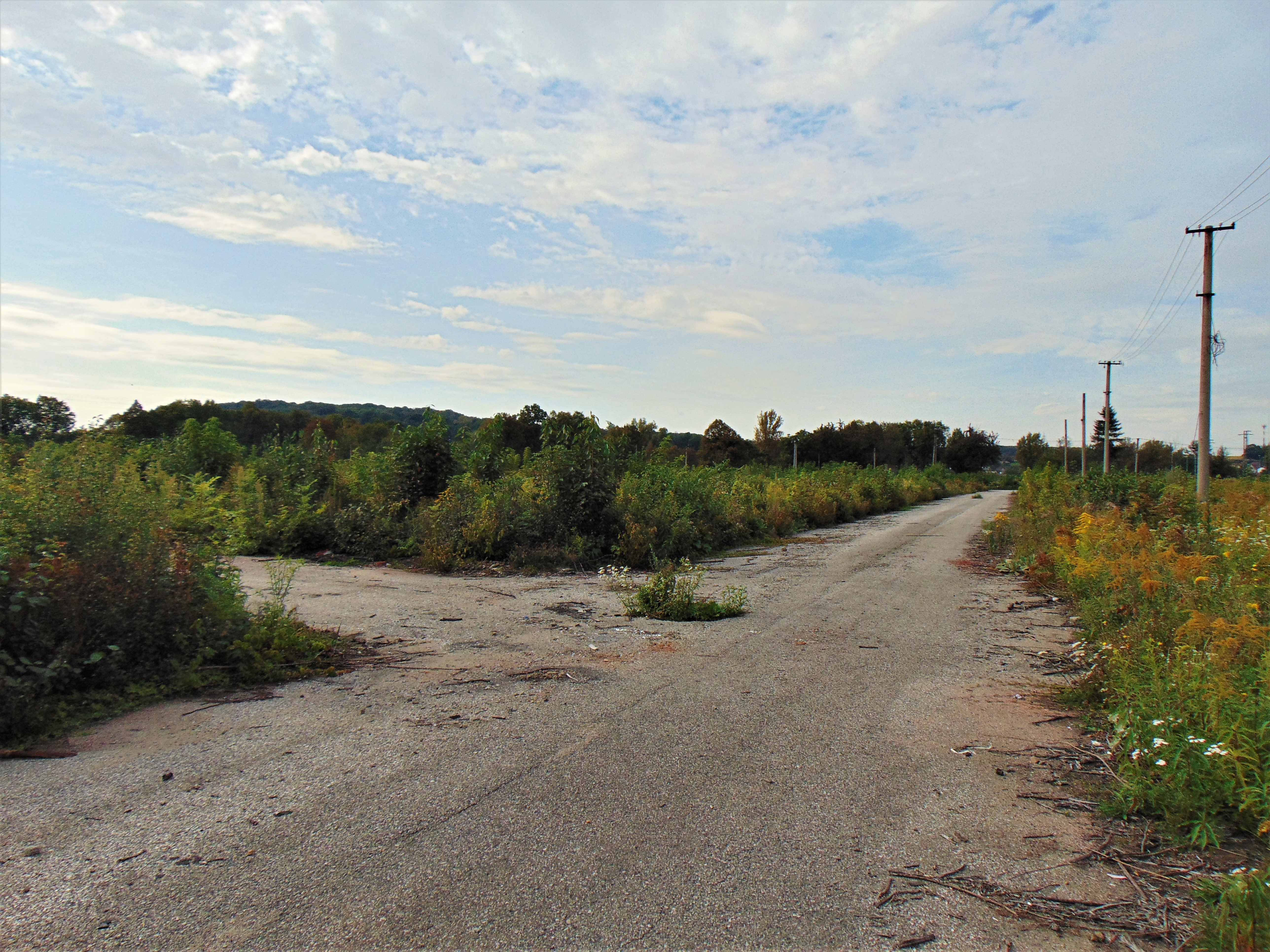
Skrzyżowanie dawnych ulic Šimonova i Pechalova w opuszczonej części Gruszowa (2019)
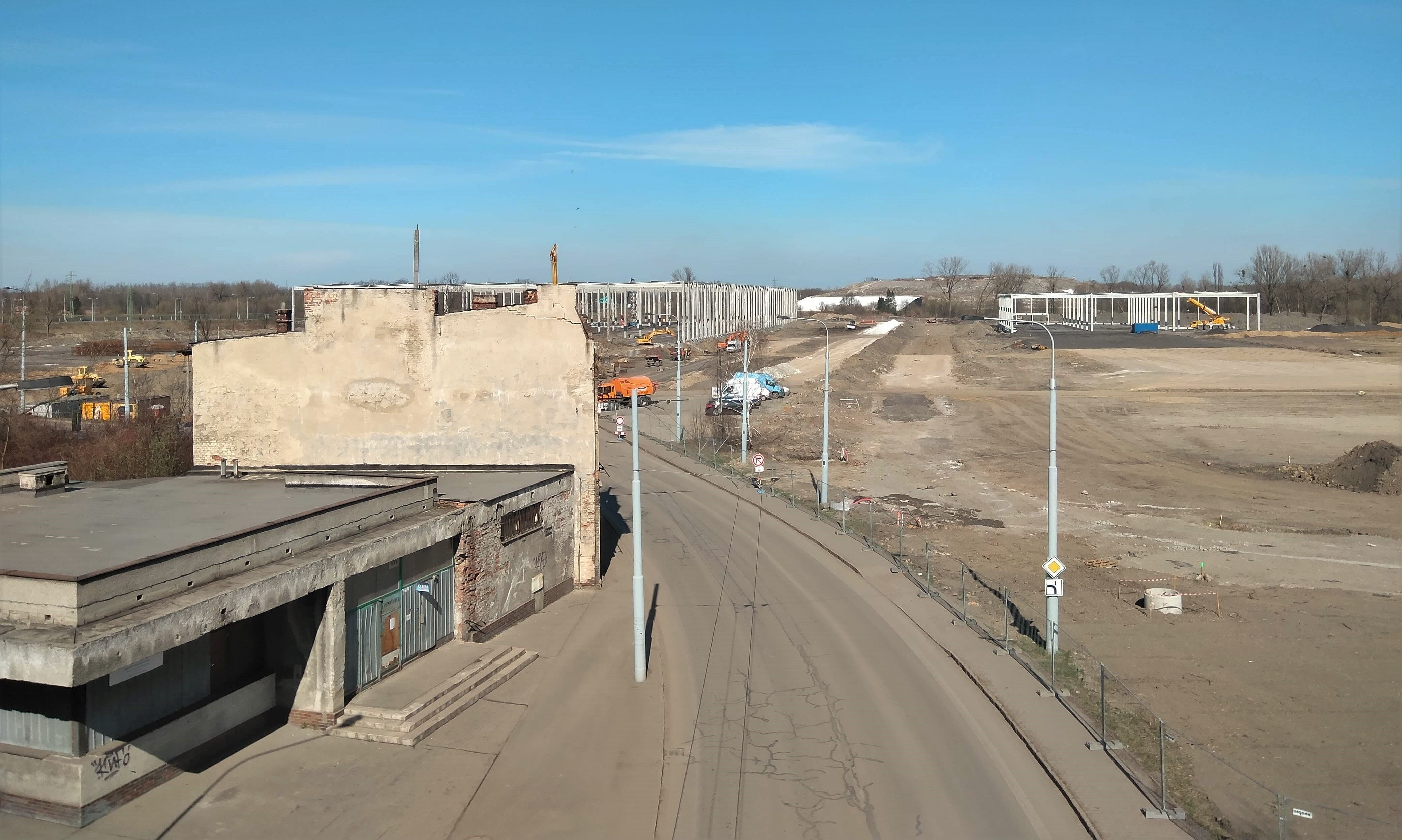
Budowa strefy przemysłowej Contera Park Ostrava D1 w marcu 2021
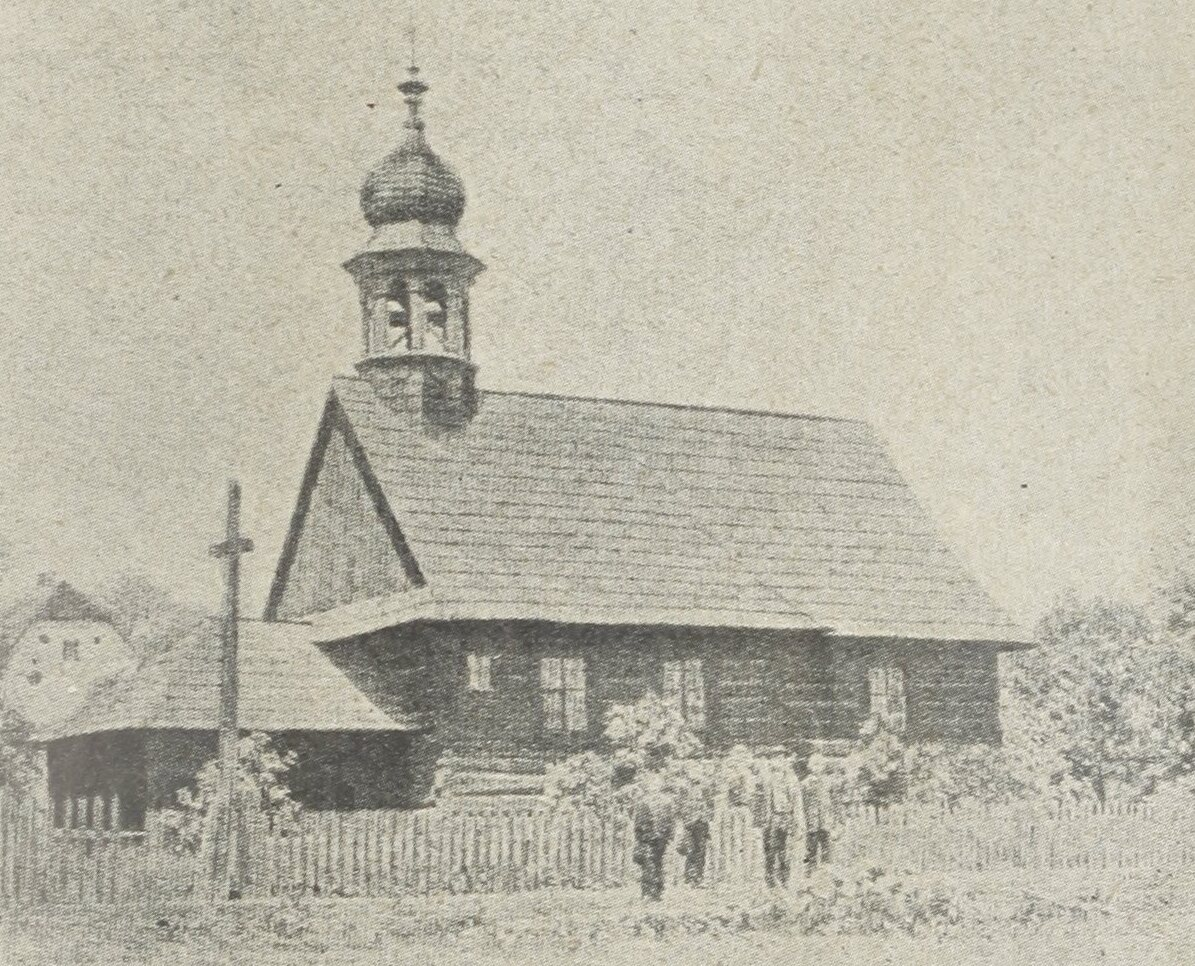
Dawny kościół przed zniszczeniem